# Prototype Javascript Framework
Prototype este o platformă de dezvoltare JavaScript concepută pentru a ușura lucrul cu funcțiile standard ale programării de interfețe.